# 村上聡美
村上 聡美（むらかみ さとみ、1967年2月9日 - ）は、日本の女優。大阪府出身。

## 人物・来歴
- 高校時代に、谷村新司の「夢の世代（1983年5月発売）」のキャンペーンガールとしてデビュー。
- 明石家さんまに気に入られていたこともあり、さんまの出ているMBSヤングタウン放送中に実家へ電話をかけられたりした。
- 一時期、ラジオにもレギュラー番組（週1回30分）を持っていた。
- 神戸松蔭女子学院短期大学卒業。
- 1990年代から2000年代前半にかけて、テレビドラマを中心に活躍した。
- 現在は、メロウリップスに所属しているが、女優活動を休止している（預りという形で所属事務所に籍だけ置いてある）。

## 所属事務所経歴
- ワンダー・プロダクションーメロウリップス

## 出演

### テレビドラマ
- わがままな女たち（1992年10月15日 - 12月17日） - 岡村朝子 役
- 特捜ロボ ジャンパーソン 第19話「怪盗! 電送魔女」（1993年6月6日） - 石黒小夜子 役
- 愛情物語（1993年4月15日 - 6月24日）
- 踊子（前編・後編）（1993年7月26日・8月2日、日本名作ドラマ）
- 織田信長（1994年1月2日、新春ワイド時代劇） - 松姫 役
- みちのく温泉逃避行（1994年10月3日 - 12月29日）
- 混浴露天風呂連続殺人(14)・ヌードギャルみちのく秘湯激安ツアー（1994年10月15日、土曜ワイド劇場）
- 天までとどけ 4〜7（1995年 - 1998年） - 丸山（内原）尚子 役
- タクシードライバーの推理日誌(5)・行き先のない乗客（1995年5月27日、土曜ワイド劇場）
- 殺意の証明（1995年6月5日、月曜ドラマスペシャル）
- 無影燈（1996年4月12日、渡辺淳一ドラマスペシャル）
- 家政婦は見た!（連続ドラマ版） 第3話「遺産争いに愛人の娘が現れて…」（1997年10月23日）
- 考古学者シリーズ(19)・美人エステティシャン殺し（1997年11月22日、土曜ワイド劇場） - 秋元綾子 役
- 女性保安員・二階堂雪(1)・万引きする女（1998年4月27日、月曜ドラマスペシャル）
- 赤い霊柩車(9)・大江山鬼伝説殺人事件（1998年10月2日、金曜エンタテイメント）
- 監察医・薮野善次郎(7) 死体は知っている・神楽坂芸者の変死体!（1999年4月26日、月曜ドラマスペシャル）
- 江戸っ子探偵殺人案内(2)・東おとこに京おんな殺人事件（1999年7月24日、土曜ワイド劇場）
- 家政婦は見た!(18)・あなたは美しくなれる…（2000年3月18日、土曜ワイド劇場）
- マネーコンサルタント日下部刻子の事件ファイル・トータルビューティーサロン殺人事件の謎（2000年6月12日、月曜ドラマスペシャル）
- 新・赤かぶ検事奮戦記(11)・紫式部があやつる連続殺人!（2000年7月15日、土曜ワイド劇場）
- タクシードライバーの推理日記(13)
- タクシードライバーの推理日誌(14)・身代金を運ぶ乗客!（2001年4月14日、土曜ワイド劇場）
- 喜劇駅前シリーズ(1)・てなもんや駅長奮闘記（2002年1月18日、金曜エンタテイメント）
- はやぶさ新八(NHK金曜時代劇)
- 茂七の事件簿〜不思議草紙〜第2話(NHK)
- 麻酔(NTV)
- 静かなるドン(NTV)
- 検事　霧島三郎(NTV)
- 学校があぶない(TBS)
- 女性保安官・二階堂雪/万引きGメン・二階堂雪(TBS)
- 踊子(深町幸雄監督作品)
- 付き馬屋おえん事件帳
- 日曜ビックスペシャル〜富士・松月編〜

### 映画
- 修羅の帝王（1994年12月3日、ヒーロー）
- 風はみどりに
- 本日またまた休診なり (2001年)

### オリジナルビデオ
- とられてたまるか!(2)（1993年8月13日、東映ビデオ）
- ウルトラマンネオス（2000年11月22日 - 2001年5月5日、円谷プロ） - フジワラヨウコ（藤原陽子）秘書官 役
- ミナミの帝王

### ラジオ
- MBSミスキャンパスDJ（MBSラジオ　1985年4月 - 1986年4月（第3期）、金曜パーソナリティ）